# (838) Серафина
(838) Серафина (нем. Seraphina) — крупный астероид во внешней части главного пояса астероидов, принадлежащий к спектральному классу P. Астероид был открыт 24 сентября 1916 года немецким астрономом Максом Вольфом в Гейдельбергской обсерватории.
На 2020 год Серафина является одним из 120 астероидов, для которых не обнаружено указаний в честь чего ему дано официальное наименование.

## Физические характеристики
Серафина — это достаточно крупный и тёмный астероид. На основании исследований, проведённых инфракрасными спутниками IRAS, Akari и WISE, диаметр варьируется между 49,36 и 59,81 км, а отражающая способность между 0,0455 и 0,068. При наблюдении покрытия астероидом звезды в 2007 и 2014 были получены схожие оценки.
Спектральные наблюдения астероида дали ровный красноватый спектр без чётких линий поглощения с B-V = 0,703 U-B=0,324 . По классификации Толена это соответствует достаточно редкому классу P. По классификации SMASS астероид причисляют к классу X.
На основании кривых блеска определён период вращения астероида 15,67 ч. При этом изменения блеска равнялось 0,07 звёздной величины, что указывает на сферическую форму астероида без выделяющихся элементов поверхности. В 2018 году по данными Gaia на основании модели вращения астероида по двум осям в точках (172°, 20°) и (352°, 42,0°) в эклиптических координатах (λ, β) получен альтернативный период 11,7245 часа.